# Partenogénesis

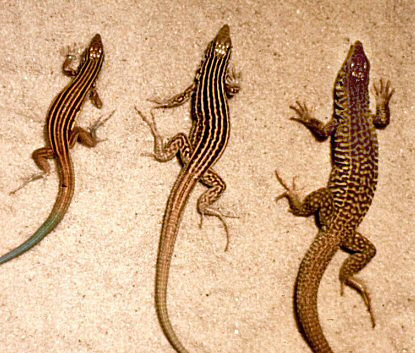
La lagartija Cnemidophorus neomexicanus (centro) tiene solo hembras que se reproducen por partenogénesis. Dos especies con reproducción asexual son C. inornatus (izquierda) y C. tigris (derecha). Estas se híbrida y producen la forma asexual C. neomexicanus.

La partenogénesis  es una forma de reproducción basada en el desarrollo de células sexuales femeninas (óvulos) no fecundadas, que se da con cierta frecuencia en platelmintos, rotíferos, tardígrados, crustáceos, insectos, anfibios y reptiles, más raramente en algunos peces y, sobre todo, en aves. La partenogénesis fue descubierta por Charles Bonnet. Jan Dzierżon fue el primero en descubrir el origen partenogenético de los zánganos de las abejas. 
Consiste en la segmentación del óvulo sin fecundar, puesta en marcha por factores ambientales, químicos, descargas eléctricas, etc. En algunos casos (peces), a los que nos referimos como geitonogamia, se requiere el contacto o la fusión con un gameto masculino, pero no se completa la fecundación, no contribuyendo con sus genes la célula masculina. En algunos animales y bajo ciertas condiciones específicas, un óvulo puede desarrollarse en un nuevo ser sin que haya sido fertilizado por un espermatozoide.
El producto, llamado partenote, no podrá llevar cromosomas específicamente masculinos. Según la modalidad de la determinación del sexo, eso puede limitar a los descendientes a solo uno de ellos, como ocurre en las abejas y otros insectos himenópteros, donde las hembras son diploides, procedentes de huevos fecundados, y los machos haploides, partenogenéticos.

## Tipos de partenogénesis
Según exista o no meiosis, pueden distinguirse:
- Partenogénesis ameiótica o diploide: no existe meiosis y el huevo se forma por mitosis y por tanto es diploide. Puede considerarse como reproducción asexual, al no existir células haploides. Este tipo se conoce en algunos platelmintos, rotíferos, crustáceos, insectos, anfibios y algunas estrellas de mar.
- Partenogénesis meiótica o haploide: se forma un óvulo haploide por meiosis que se desarrolla sin ser fecundado. Se da en algunos platelmintos, rotíferos, anélidos, insectos (abejas, avispas, insectos palo y hormigas), peces, anfibios y reptiles. Aunque no existe singamia, se produce meiosis, y por tanto recombinación, por lo que se puede considerar un medio de reproducción sexual. En ocasiones, el individuo queda, aunque recombinante, haploide; otras veces, la condición diploide se recupera por duplicación de los cromosomas; tal es el caso de algunos insectos, en los cuales el óvulo "n" resultante, recombina con su propio corpúsculo polar, también "n", formando de nuevo una célula diploide, de la que surgirá un adulto diploide.

En esa última, si bien de un gameto haploide femenino se produce un individuo en todos los casos, la podemos dividir en tres tipos:
- Arrenotoquia: tipo de partenogénesis en la cual la progenie masculina es partenogenética y la femenina es por reproducción sexual. Se da en la vasta mayoría de Hymenoptera. Es el caso de todas las subespecies de Apis mellifera, excepto Apis mellifera capensis, y en los demás miembros de la familia Apidae, Formicidae, etc.
- Telitoquia: tipo de partenogénesis en la cual la progenie es femenina. Caso de parasitismo de Apis mellifera capensis sobre Apis mellifera scutellata, u otros grupos como algunos pulgones o insectos palo.
- Anfitoquia o deuterotoquia: tipo de partenogénesis por la cual la descendencia está constituida por individuos de ambos sexos. Se da en algunos Coccoidea, Aphididae y Cladocera entre otros grupos.

Apomíctica: solo se da una división de los gametos similar a una mitosis (sin meiosis), por lo que los descendientes de estas hembras apomícticas son clones de sus madres.
Automíctica: se da una meiosis completa, contando con la autofecundación entre el óvulo y el cuerpo polar, de manera que los descendientes no son clones totales de sus madres.
Por otro lado, dentro de los invertebrados y particularmente en los insectos, la partenogénesis puede dar lugar a descendientes de diferente sexo. Según la proporción de cada sexo de dichos descendientes, la partenogénesis puede ser:
Partenogénesis telitóquica: las progenitoras originan solo descendientes hembras.
Partenogénesis arrenotóquica: las progenitoras originan solo machos.
Partenogénesis anfitóquica: se originan descendientes de ambos sexos.
Del mismo modo, según la capacidad de la especie para poder optar por la partenogénesis como proceso de reproducción asexual, esta puede ser considerada:
Partenogénesis obligada: las hembras se ven obligadas a reproducirse solo y exclusivamente mediante partenogénesis.
Partenogénesis facultativa: las hembras pueden elegir entre este tipo de reproducción asexual o la reproducción sexual, según las condiciones del medio y la garantía de contar con individuos del sexo opuesto que facilite el apareamiento y la reproducción

## Partenogénesis en rotíferos
Matthew Meselson recibió el premio Lasker de 2004. Él y sus estudiantes están investigando por qué el sexo es necesario para la evolución. Algunos animales acuáticos pequeños, rotíferos bdelloideos, son partenogenéticos y han sobrevivido durante millones de años sin sexo. Sirven como sistema modelo experimental. Meselson asume que la ventaja del sexo puede residir en su capacidad de reducir lo que él llama los "parásitos genéticos" (los elementos transferibles). Estos son los pedazos de ADN que se multiplican a sí mismos y pueden causar un daño genético. Los rotíferos bdelloideos no parecen tener tales parásitos.

## Partenogénesis en caracoles
Algunas especies de gastropodos partenogenéticos han sido estudiados, especialmente respecto a su estatus de especies invasivas. Algunas especies incluyendo  Potamopyrgus antipodarum, Melanoides tuberculata, y Tarebia granifera.

## Partenogénesis en insectos

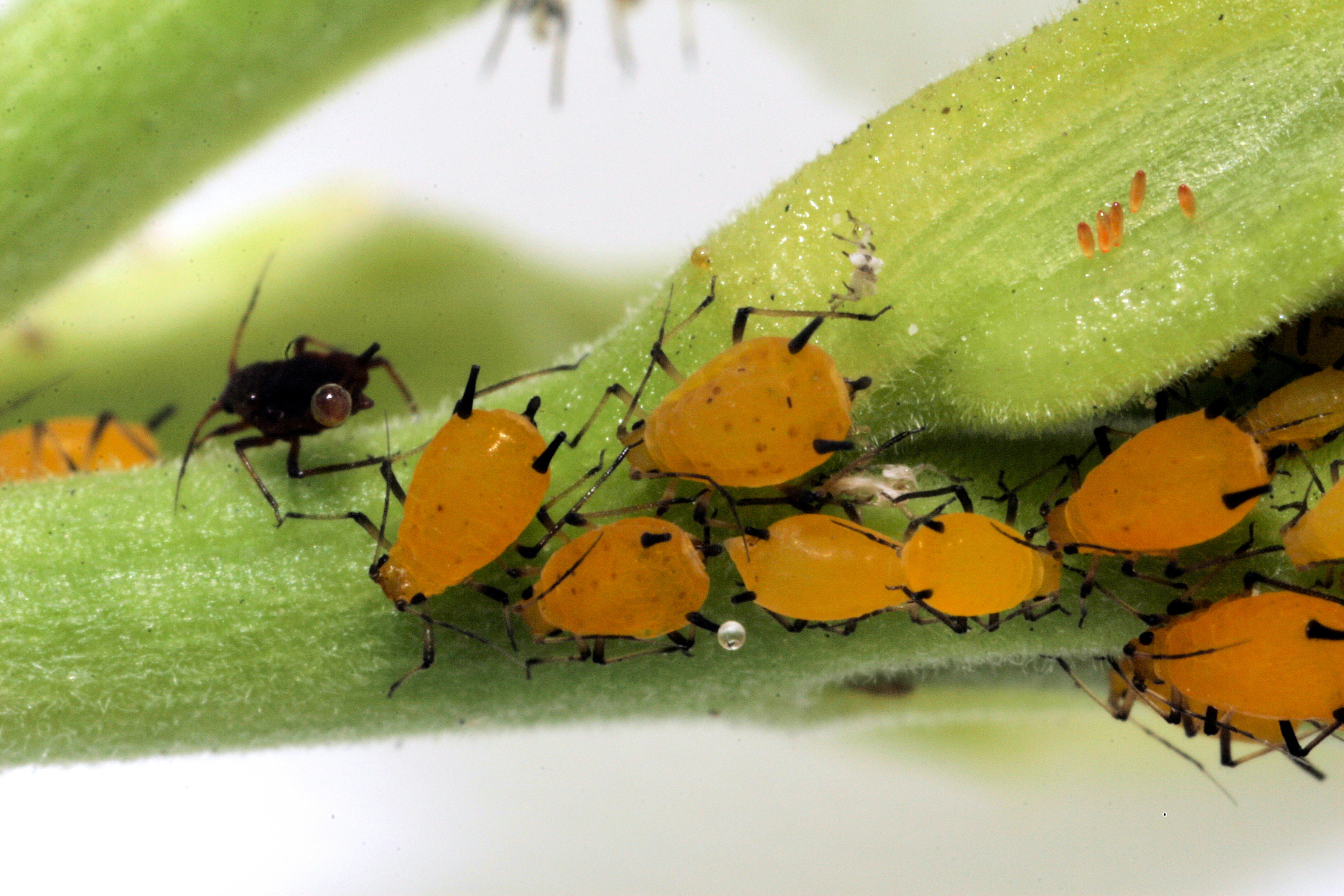
Los pulgones se reproducen partenogenéticamente cuando las condiciones son favorables.

Ejemplos de partenogénesis son los que ocurren en muchos insectos, principalmente en los himenópteros, como las hormigas y las abejas, y también en otros órdenes, como los Phasmatodea, donde incluso se conocen especies que solo se reproducen partenogenéticamente como sucede con el odonato Ishnura hastata. En Hymenoptera el huevo se desarrolla haya sido o no fecundado. Si se desarrolla partenogenéticamente, da nacimiento exclusivamente a individuos haploides que son entonces machos; si es fecundado, nacen hembras (diploides). (Las hembras de insectos sociales, como la abeja, dependiendo de los alimentos que reciba la larva, pueden convertirse en obreras o reinas).
En otras especies, la reproducción partenogenética ocurre por influencias de las condiciones externas. Por ejemplo, los pulgones, parásitos de las plantas, se reproducen partenogenéticamente cuando las condiciones son favorables y hay abundante alimento. De lo contrario, como al fin del verano y durante el otoño, producen machos y hembras que se reproducen sexualmente.
En algunos insectos, la partenogénesis se encuentra frecuentemente relacionada con la reducción o atrofia completa de las alas, de modo que su capacidad de movimiento es escasa o nula. La ausencia de alas constituye una desventaja para los insectos de reproducción sexual, pues ellos deben trasladarse para el encuentro con el sexo opuesto, pero no representa un problema para las especies partenogenéticas. La correlación entre partenogénesis y ausencia de alas se observa en muchos insectos de vida parásita, como piojos y pulgas, y en algunas especies de vida libre que habitan en ambientes donde el costo energético del vuelo es alto, por ejemplo gorgojos que habitan en desiertos, costas oceánicas o zonas de alta montaña. En ambientes con una mayor complejidad biótica, como bosques y selvas, existe una menor proporción de insectos ápteros y la partenogénesis es menos frecuente.
Otra característica frecuentemente asociada con la partenogénesis es la poliploidía (aumento en la dotación cromosómica completa de un organismo). Dado que las hembras poliploides producen gametas inviables, pues la meiosis da lugar a un número irregular de cromosomas en cada núcleo celular, la partenogénesis se convierte en la única forma para escapar de la esterilidad.
Se ha sugerido una superioridad de los insectos partenogenéticos para colonizar ambientes de climas rigurosos o con un alto grado de disturbio, pues estarían mejor adaptados que las formas sexuales para afrontar condiciones adversas fuera de su área de distribución original. Por eso muchos insectos fitófagos que se reproducen por partenogénesis, como ciertas especies de gorgojos (Coleoptera: Curculionidae) son perjudiciales para cultivos establecidos en zonas marginales. En esos ambientes las hembras partenogenéticas suelen actuar como oportunistas y convertirse en plagas.

## Partenogénesis en peces
Algunas raras especies de peces tropicales pueden alternar la reproducción sexual con la partenogénesis, por lo general la partenogénesis se da cuando escasean los machos, esto se ha observado en al menos dos especies de escualos, el tiburón martillo (Sphyrna mokarran) y el tiburón cebra (Stegostoma fasciatum).

## Partenogénesis en anfibios y reptiles
La partenogénesis de estos grupos es diferente al de los insectos, siempre se encuentran poblaciones de hembras que se reproducen sin necesidad de ser fecundadas por machos. Se trata de un proceso de reproducción asexual. Estaríamos ante la presencia de clones genéticos, que no tendrían la posibilidad de variación genética alcanzada en la reproducción sexual, por lo tanto deberían estar imposibilitados a adaptarse genéticamente a los cambios ambientales salvo por efecto de mutaciones. 
No siendo claro el estatus de estas "especies" es factible que tengan fases de reproducción sexual en algún momento histórico, mientras en otro se reproduzcan por partenogénesis. Esta alternancia, sí es común en pulgones y algunos otros artrópodos, como las pulgas de agua y recientemente el ácaro del polvo (Crotoniidae). Cabe destacar que en himenópteros sociales los miembros de la casta obrera son genéticamente diversos no solo por la recombinación en la formación de los óvulos por la reina, sino por la pluralidad de los machos (poligamia), aunque cada uno de ellos, haploides, estén limitados a producir espermatozoides genéticamente idénticos.
En reptiles y anfibios los patrones de coloración y dibujos miméticos son similares para todos los individuos del clon.
Hay autores que han esbozado hipótesis de la ventaja que tendrían estas "especies" partenogenéticas en ambientes muy estables, lo que valdría como explicación para la evolución biológica de estas especies, que denominaremos fijistas, por su flexibilidad escasa ante el proceso de selección natural.
Se da la partenogénesis con bastante frecuencia en algunas especies de gecko como el Heteronotia binoei; se conocen casos de partenogénesis en ofidios como la Ramphotyphlops braminus. Excepcionalmente en varanos como el Varanus komodoensis.

## Partenogénesis en aves
De las aves actuales se registran casos de partenogénesis en ejemplares de Meleagris gallopavo, Gallus gallus y algunas especies de codornices. Recientemente se descubrieron 2 casos de cóndores de California.

## Partenogénesis en mamíferos
En 1936 Gregory Goodwin Pincus informó de que había inducido partenogénesis en un conejo exitosamente. En abril de 2004, científicos de la Universidad de agricultura de Tokio emplearon partenogénesis para crear un ratón sin padre. Empleando gene targeting, fueron capaces de manipular dos loci H19/IGF2 y DLK1/MEG3 para producir un ratón bimaterno y posteriormente demostrar que los ratones sin padre tenían una mayor longevidad.
La partenogénesis inducida en ratones y monos suele resultar en un desarrollo anormal. Esto se debe a que los mamíferos poseen regiones de impronta genética, donde o bien el cromosoma materno o bien el paterno es inactivado en la progenie para que el desarrollo proceda normalmente. Un mamífero creado por partenogénesis tendría el doble de dosis de genes de impronta materna, y carecería de la paterna, dando lugar a anormalidades en el desarrollo. Se ha sugerido en el plegamiento de la placenta o en la interdigiración, que son algunas de las causas del desarrollo abortivo de los partenotes porcinos. Como consecuencia, la investigación en partenogénesis humana se enfoca en la producción de células madre para su uso en tratamientos médicos, y no como estrategia reproductiva.

## Causas de la partenogénesis
Determinar cómo apareció la partenogénesis en los seres vivos es todo un desafío, pero lentamente la investigación científica va desvelando este misterio. Un agente causante de la partenogénesis es una bacteria que pertenece al orden Rickettsiales denominado Wolbachia que induce a la endogénesis de artrópodos y nematodos; esta bacteria se especula que ingresó en el ADN (ácido desoxirribonucleico) de estos animales mitificándolo. Las especies portadoras de Wolbachia, como es el caso de Apis mellifera, le deberían a esta bacteria la capacidad de desarrollar huevos no fecundados.
La aporisma es un proceso reproductivo parangonable a una endogénesis que se da en algunos vegetales.